# Улу-Кол
Улу-Кол (крим. Ulu Qol — «великий схил») — балка в південно-західному Криму.
Довжина річки 21 км, площа водозбору — 45,3 км². Протікає по території Бахчисарайського району, впадає в Каламітську затоку Чорного моря, в бухту між мисами Керменчик і Лукул, коло села Углове, утворюючи невелику однойменну долину. На річці, в 1975-1983 роках, споруджено 9 ставків загальною площею близько 10 гектарів, об'ємом 0,30583 млн м³ для потреб сільського господарства.